# Këlcyrë
Këlcyrë es un municipio y villa en el sur de Albania, situado junto al río Vjosë. El municipio se formó en la reforma local de 2015 mediante la fusión de los antiguos municipios de Ballaban, Dishnicë, Këlcyrë y Sukë, que pasaron a ser unidades administrativas. El ayuntamiento tiene su sede en la villa de Këlcyrë. La población total es de 6113 habitantes (censo de 2011), en un área total de 304.65 km². La población en sus límites de 2011 era de  2651 habitantes. La unidad municipal incluye de la villa de Këlcyrë y los pueblos Fshat Këlcyrë, Mbrezhdan, Maleshovë, Limar, Leskaj y Kala. El Vjosë forma un cañón cerca de la villa, conocido como cañón de Këlcyrë.